# Black Dawn
Série
L'Affaire Van Haken
(2003)
Pour plus de détails, voir Fiche technique et Distribution.
Black Dawn : Dernier Recours est un film d'action américain réalisé par Alexander Gruszynski (en) et sorti en 2005 avec Steven Seagal. C'est la suite de L'Affaire Van Haken sorti en 2003.

## Synopsis
Jonathan Cold, un ex agent de la CIA, aide mystérieusement des terroristes à obtenir une arme nucléaire destinée aux États-Unis. Le sort de millions de gens se trouve dans la réponse à la question : dans quel camp se trouve Cold ?

## Fiche technique
- Titres français : Black Dawn, Ultime Recours, L'Aube Noire
- Titres original : Black Dawn
- Titre anglophone alternatif : Foreigner 2: Black Dawn
- Réalisateur : Alexander Gruszynski (en)
- Scénariste : Martin Wheeler
- Musique : David Wurst et Eric Wurst
- Producteurs : Steven Seagal, Kamal Aboukhater, David Ralph, Andrew Stevens
- Sociétés de production :
- Distribution :
- Durée : 96 minutes
- Budget : 8 000 000 $
- Pays de production :  États-Unis
- Genre : action
- Dates de sortie[1] :
  - États-Unis : 27 décembre 2004 (vidéo)
  - France : mars 2006 (DVD)
- Classification[2] :
  - États-Unis : R

## Distribution
- Steven Seagal : Jonathan Cold
- Tamara Davies : Amanda Stuart
- John Pyper-Ferguson : James Donovan
- Julian Stone (en) : Michael Donovan
- Nicholas Davidoff : Nicholi